# أيمن الكرد
أيمن الكرد (12 يوليو 1980 - 13 يناير 2009 ) كان لاعب كرة قدم فلسطيني، لعب مع منتخب فلسطين لكرة القدم وكان آخر فريق له هو نادي شباب جبالياوتوفي بسبب قصف اسرائيلي.

## الوفاة
توفي أيمن الكرد في 13 يناير 2009، عن عمر يناهز 28 عامًا خلال الحرب على غزة 2008-09 جراء قصف مدفعي إسرائيلي.